# Cincinnati Symphony Orchestra

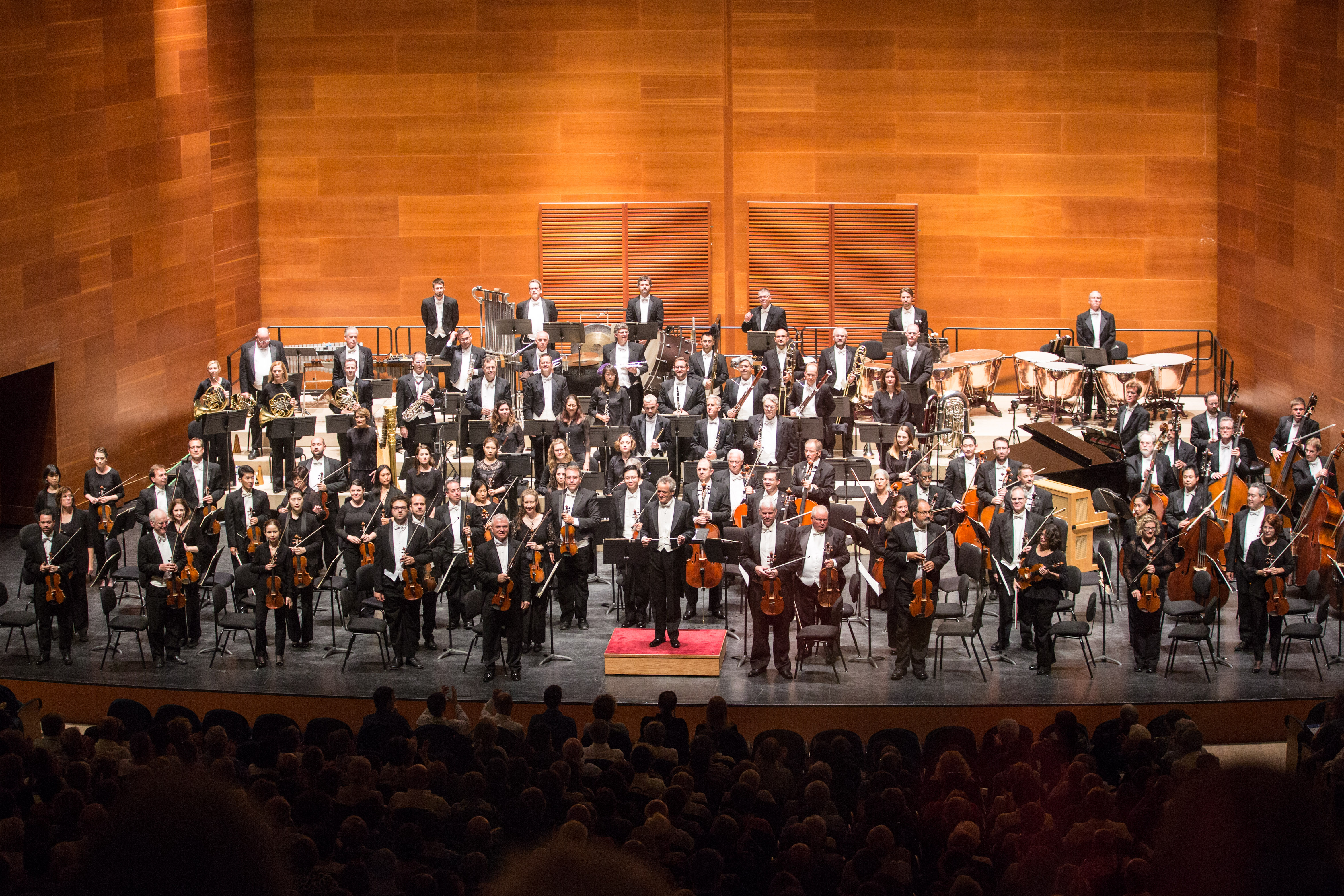
Cincinnati Symphony Orchestra (2017) - amerikanisches Orchester

Das Cincinnati Symphony Orchestra ist ein amerikanisches Orchester, das in Cincinnati, Ohio, beheimatet ist. Seine hauptsächliche Aufführungsstätte ist die Music Hall. Zusätzlich zu den Sinfoniekonzerten gibt das Orchester auch Popkonzerte als Cincinnati Pops Orchestra. Das Cincinnati Symphony Orchestra ist das residierende Orchester für das Cincinnati May Festival, die Cincinnati Opera und das Ballett.

## Geschichte
Der unmittelbare Vorgänger des aktuellen Orchesters war das Cincinnati Orchestra, gegründet 1872. 1893 gründete Helen Herron Taft die Cincinnati Orchestra Association, und der Name des Orchesters wurde bestimmt als das Cincinnati Symphony Orchestra. Das Cincinnati Symphony Orchestra gab seine ersten Konzerte 1895 im Pike’s Opera House. Ein Jahr später zog das Orchester in die Music Hall um. Sein erster Musikdirektor war Frank Van der Stucken, ein in Texas geborener Dirigent flämischer Herkunft, der das Amt bis 1907 innehatte. In seinen frühen Jahren hieß das Orchester solch bekannte Komponisten wie Richard Strauss und Edward MacDowell willkommen. Das Orchester führte als US-Premiere die Sinfonie Nr. 5 von Gustav Mahler auf.
Während dreier Jahre war das Orchester in der Folge von Auseinandersetzungen und finanziellen Problemen inaktiv. Bei seiner Reorganisation 1909 arbeitete Leopold Stokowski, zu jener Zeit ein junger Organist aus England, für drei Jahre als Musikalischer Direktor des neu organisierten Orchesters bis 1912; es war seine erste Anstellung überhaupt als Orchesterleiter. 1911 zog das Orchester von der Music Hall zum Emery Auditorium um. Nachfolgende Musikalische Direktoren waren Ernst Kunwald bis 1918, Eugène Ysaÿe (1918–1922), Fritz Reiner (1922–1933) und Eugene Goossens (1933–1947). Das Orchester kehrte 1936 zur Music Hall zurück. Musikalische Meilensteine während dieser Periode waren die US-Premiere von Mahlers Sinfonie Nr. 3 (1912), deren erste Aufnahme 1917, erste nationale Tourneen und die Weltpremieren von Aaron Coplands Lincoln Portrait (1942) und Fanfare for the Common Man (1943).
Thor Johnson wurde 1947 Musikalischer Direktor und führte das Orchester zu einer der allerersten Stereoaufnahmen für Remington Records. Max Rudolf folgte Johnson 1958 nach. Thomas Schippers wurde 1970 Musikdirektor, aber starb überraschend schon 1977. Nach Schippers' Tod arbeitete Walter Susskind als „Music Advisor“ des Orchesters von 1978 bis zu seinem Tode 1980.
1980 wurde dann Michael Gielen Musikdirektor und hielt diese Stellung bis 1986. Jesús López Cobos wurde 1986 der Musikdirektor. Seine Erfolge umfassten 1995 eine Europatournee, die erste seit 1969, und den ersten Fernsehauftritt bei PBS. Seine 15-jährige Direktorentätigkeit wurde zur längsten mit diesem Orchester. Im September 2001 legte er das Amt nieder und wurde zum Musikdirektor emeritus ernannt.

## Neuere Geschichte
Von 2001 bis 2011 war Paavo Järvi der Musikdirektor des Orchesters. Das Orchester machte während Järvis Dirigat eine Reihe von Plattenaufnahmen für das Label Telarc. Im Januar 2007 wurde von finanziellen Schwierigkeiten beim Orchester berichtet, es war von einem voraussichtlichen Defizit von ca. zwei Millionen USD über das Steuerjahr die Rede. 2009 führten diese Schwierigkeiten – zusammen mit einem Verkauf von Telarc – zur Beendigung des Plattenvertrages durch die Concord Music Group. Zum Jahresende 2009 kündigte Cincinnatis Kunstmäzenin und Philanthropin Louise Nippert eine Spende von 85 Millionen USD an das Orchester an. Das Orchester sollte jährlich direkt drei Millionen USD erhalten, was ca. ¾ seiner festen Kosten deckt. 12 % und 5 % waren der Cincinnati Opera und den Ballettensembles zugeordnet, verbunden mit der Vorgabe, dass das Cincinnati Symphony Orchestra das residierende Orchester für diese Organisationen bleibe.
Nach dem Ende seiner Amtszeit im Jahr 2011 wurde Järvi zum Musikalischen Direktor Ehrenhalber ernannt („music director laureate“). Im Januar 2011, als Teil der Interimsperiode nach dem Ende der Tätigkeit von Järvi und während der Suche eines Nachfolgers ernannte das Orchester eine Anzahl von Musikern zu "Creative Directors", um mit ihnen verschiedene Konzertserien zu bestreiten. Für die Saison 2011–2012 waren dies:
- Rafael Frühbeck de Burgos, Creative Director der Masterworks Series
- Philip Glass, Creative Director der Boundless Series
- Lang Lang, Creative Director der Ascent Series

Für die Saison 2012–2013 erneuerte Frühbeck de Burgos seine Stelle als Creative Director der Masterworks Series. Für die beiden anderen Serien wurden neue Musiker als Direktoren benannt:
- Jennifer Higdon, Creative Director der Boundless Series
- Branford Marsalis, Creative Director der Ascent Series.[6]

2010 führte das Orchester sein eigenes Aufnahmelabel ein, Cincinnati Symphony Orchestra Media. Das Inauguralalbum des neuen Labels, "American Portraits," wurde international im Januar 2011 gestartet. Im November 2011 wurde es das weltweit erste Orchester, das eine „tweeting zone“ bei seinen Konzerten einrichtete.
Am 24. April 2012 benannte das Orchester Louis Langrée zunächst als „Music Director Designate“ mit sofortiger Wirkung, dann als seinen 13. Musikdirektor mit Wirkung für die Saison 2013–2014, mit einer Vertragsdauer von zunächst vier Jahren. 2020 wurde bekannt, dass der Vertrag bis 2024 verlängert wurde.

## Musikdirektoren
- Frank Van der Stucken (1895–1907)
- Leopold Stokowski (1909–1912)
- Ernst Kunwald (1912–1917)
- Eugène Ysaÿe (1918–1922)
- Fritz Reiner (1922–1931)
- Eugene Goossens (1931–1946)
- Thor Johnson (1947–1958)
- Max Rudolf (1958–1970)
- Thomas Schippers (1970–1977)
- Walter Susskind (music advisor, 1978–1980)
- Michael Gielen (1980–1986)
- Jesús López Cobos (1986–2001)
- Paavo Järvi (2001–2011)
- Louis Langrée (2013–2024)

## Cincinnati Pops Orchestra
Das Cincinnati Pops Orchestra wurde 1977 gegründet, mit Erich Kunzel als Dirigent. Im Dezember 2010 wurde John Morris Russell neuer Dirigent des Cincinnati Pops, in der Nachfolge des 2009 verstorbenen Erich Kunzel. 

## Jugendorchester
Das CSO unterstützt das Cincinnati Symphony Youth Orchestra, ein Programm für junge Musiker in den Stufen 9 bis 12, um Talente zu pflegen und ihnen Gelegenheiten zu schaffen, auf höchstem Niveau zu konzertieren. The CSYO is presently under the direction of the CSO's assistant conductor, William C. White.